# Minamoto no Yorinobu
Minamoto no Yorinobu (源 頼信?; 21 dicembre 968 – 1º giugno 1048) è stato un militare giapponese, appartenente al clan Minamoto. Fu il capostipite della linea Kewachi Genji.
Figlio di Minamoto no Mitsunaka e fratello del leggendario Yorimitsu, con il quale servì fedelmente i reggenti del clan Fujiwara. Ereditò dal padre il titolo di Chinjufu shōgun (traducibile come Comandante generale per la difesa del Nord) e fu governatore delle province di Ise e Kai. 
Yorinobu venne inviato nel 1032 a soffocare la rivolta di Taira no Tadatsune, membro di un'altra potente famiglia, il clan Taira, vice governatore della provincia di Kazusa. Ebbe un figlio, Yoriyoshi, che sottomise la parte nord-orientale del Giappone tra il 1051 e il 1087 e si guadagnò la fama di valoroso guerriero.